# クラスタ (記憶媒体)

ディスクの構造:
(A) トラック
(B) （幾何学的）セクタ
(C) トラックセクタ
(D) クラスタ

ディスクドライブにおけるクラスタ（英: cluster）は、ファイルシステムのファイルやディレクトリに割り当てられるディスク上の単位である。ディスク上のデータ構造管理のオーバーヘッドを低減するため、ファイルシステムはディスクセクタ単位での割り当てを行わず、いくつかのセクタをまとめたクラスタ単位で割り当てる。
例えば、セクタが512バイトの場合、512バイトのクラスタは1つのセクタに対応し、4KBのクラスタは連続してアクセス可能な8個のセクタに対応する。
クラスタはファイルに割り当て可能なディスクスペースの最小論理単位である。したがってクラスタが大きく設定されているファイルシステムで小さなファイルを格納すると、ディスクスペースを無駄にすることになる。このような無駄なディスクスペースをスラックスペースと呼ぶ。クラスタサイズが平均的なファイルサイズよりも小さいと、無駄となるスペースは平均してクラスサイズの約半分になる。クラスタサイズが大きくなると、無駄なスペースも大きくなる。しかし、クラスタサイズが大きければ管理のオーバーヘッドが低減され、ディスクの読み書きの速度は全体として向上する可能性がある。典型的なクラスタサイズは、1セクタ（512バイト）から128セクタ（64KiB）である。
クラスタは必ずしもディスク上で物理的に連続しているとは限らない。複数のトラックにまたがる場合もあるし、セクタインタリーブを行っている場合は1つのトラック内でも連続していない場合がある。これはフラグメンテーションではなく、クラスタ内のセクタ群は論理的には連続のままである。